# HSL Logistik Benelux

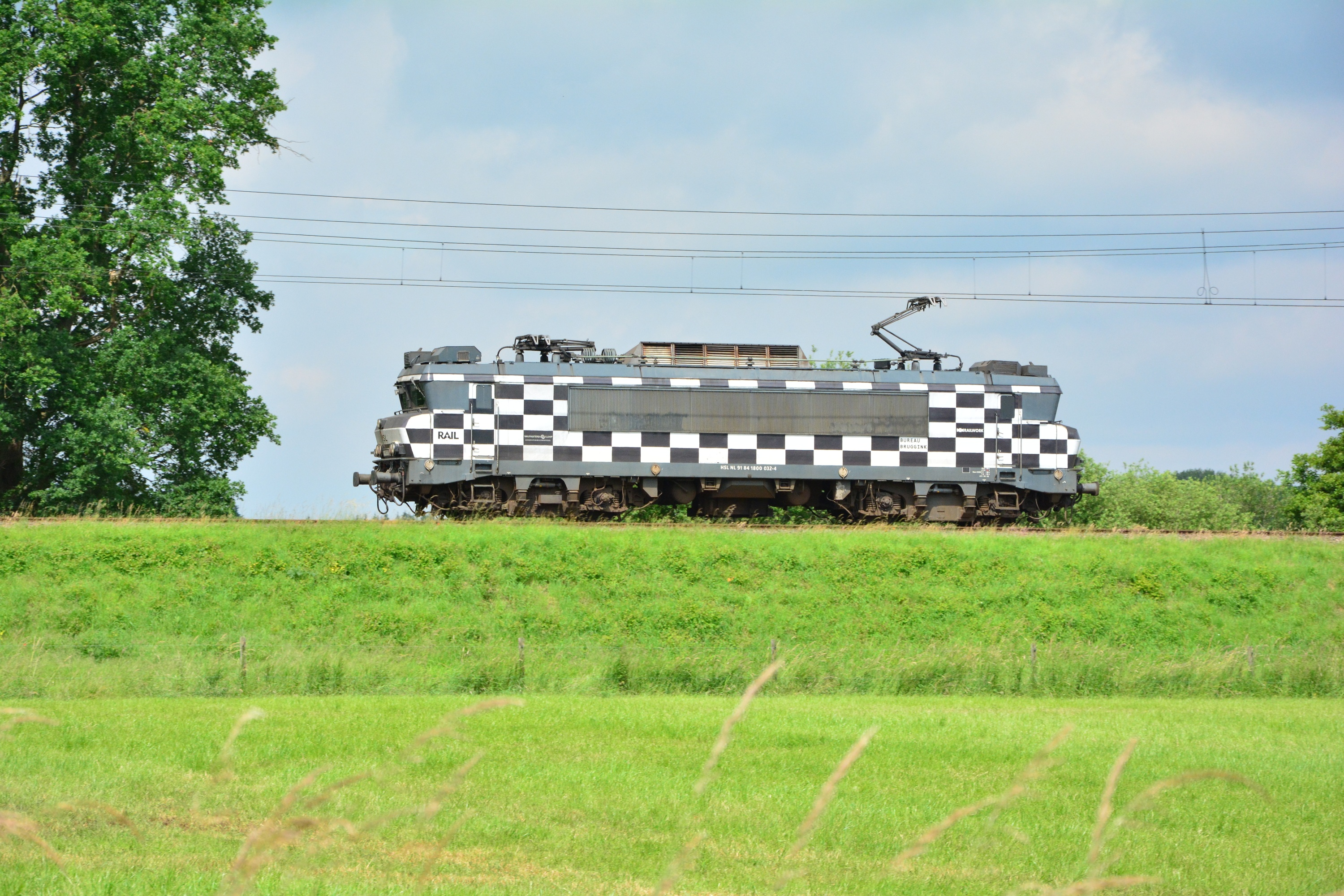
Loc HSL 1832 met beschildering in dambord-patroon; juni 2016.

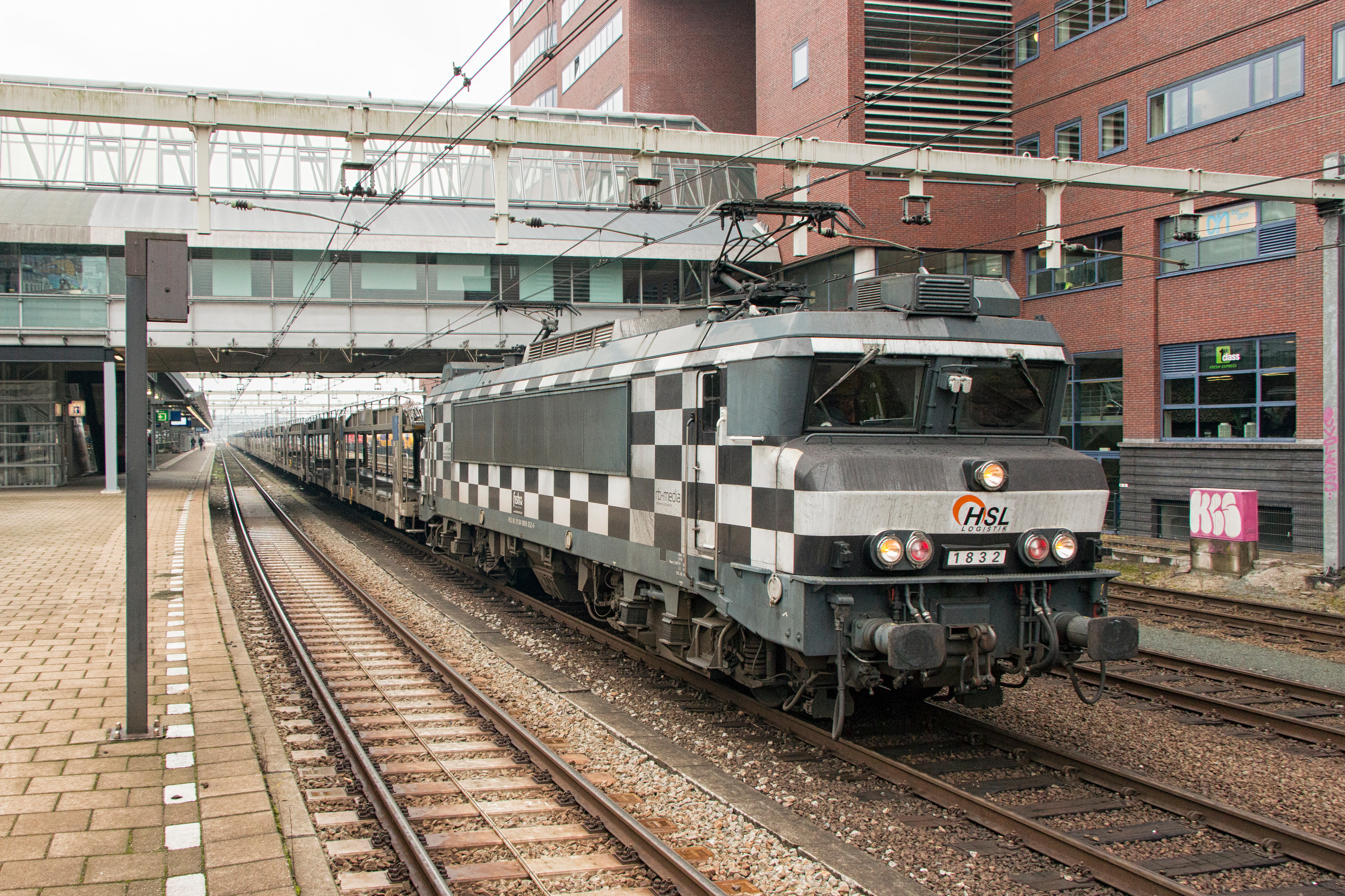
Loc HSL 1832 met beschildering in dambord-patroon te Amersfoort; oktober 2015.

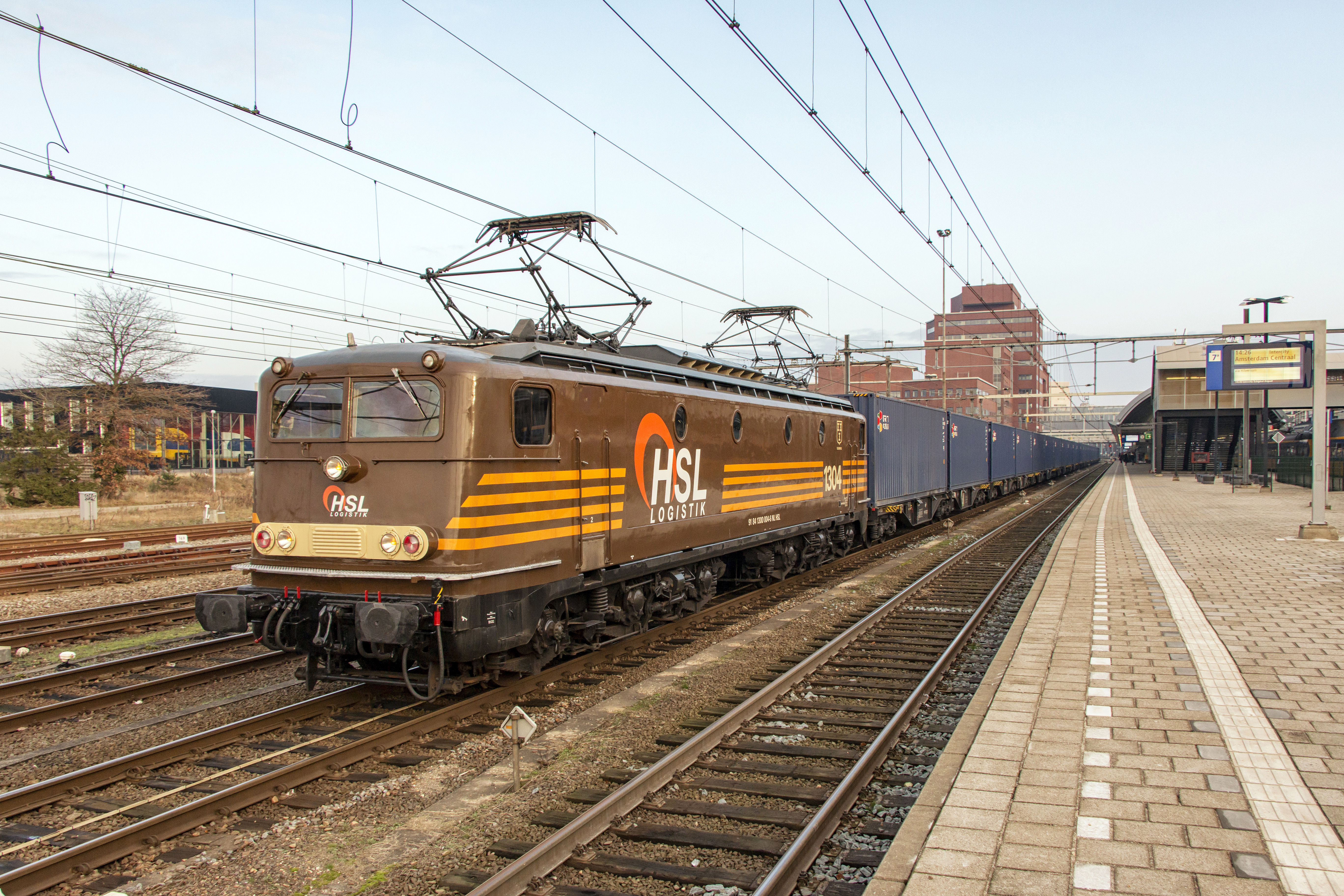
Loc HSL 1304 in Amersfoort; 15 december 2015.

'HSL Logistik Benelux' was sinds 9 september 2010 een goederenvervoerder op het Nederlandse spoorwegnet onder de naam HSL Logistik Benelux B.V., gevestigd in 's-Hertogenbosch. HSL Logistik bood verschillende diensten aan zoals rangeerdiensten, bloktreinen en spottreinen. Hiervoor waren diverse locomotieven beschikbaar.

## Diesellocs
Aan diesellocs beschikte men over locs van de DR-Baureihe V 60 (rangeerloc) en het type G2000 (treinloc), inmiddels heeft men deze weer ingeleverd. De NS 691 behoorde sinds oktober 2015 tot het bestand, de NS 633 diende als plukloc. Beide werden overgenomen van schrootbedrijf Cronifer.

## Elektrische locs
Voorts bezat men één Nederlandse elektrische loc. De HSL 1832 werd in juli 2012 aangekocht van NS Reizigers (NS 1832). De loc is geschilderd in een zwart-witte kleurenstelling ('dambord-patroon') en reed onder andere keteltreinen tussen Kijfhoek en Bad Bentheim en autotreinen tussen Amersfoort en Bad Bentheim en de Sloehaven. In april 2017 kwam de 1832 terzijde te staan te Kijfhoek.
In juni 2015 werden de geel-grijze museumlocs NS 1304 en 1315 van de Stichting Klassieke Locomotieven in bruikleen verworven. De 1304 werd vervolgens bruin geschilderd, met vier oranje horizontale strepen, en in november in dienst gesteld. In februari 2016 kwam de 1304 defect te staan. De 1315 bleef onaangeroerd terzijde staan.
In november 2015 werd ook roodbruine loc 1254 van EETC gehuurd voor het trekken van goederentreinen, waaronder de Pon-treinen.
In december 2015 ging de 186 181 van het type Traxx BR 186 naar HSL Duitsland, dit is de enige elektrische locomotief van HSL die ook in Nederland mag rijden.

## Rijverbod
Op 12 april 2017 werd bekend dat HSL Logistik met directe ingang van De Inspectie Leefomgeving en Transport (ILT) een verbod heeft gekregen om nog op het spoor te rijden. HSL Logistik stond sinds 14 februari 2017 onder verscherpt toezicht. Volgens de ILT had het bedrijf de veiligheid niet op orde. De ILT concludeerde dat HSL Logistik te weinig aandacht besteedde aan vakbekwaamheid van personeel. De ILT heeft vervolgens het veiligheidscertificaat ingetrokken. Daarna werden de meeste diensten in opdracht van HSL door Captrain en Independent Rail Partner gereden. Sinds 2018 worden de meeste treinen gereden door Rail Force One.

## Opvolger
De opvolger werd onder de naam HSL Nederland B.V. opgericht, gevestigd en geregistreerd in het handelsregister van Venlo. Dit was het gevolg dat de HSL Logistik B.V. per 12 april 2017 niet langer kan fungeren als nutsbedrijf.
Op 3 juli 2017 is aan HSL Logistik B.V. te 's-Hertogenbosch voorlopige surseance van betaling verleend. Op 19 oktober 2017 is dit omgezet in een faillissement.